# Phthiridium incisum
Phthiridium incisum är en tvåvingeart som först beskrevs av Theodor 1967.  Phthiridium incisum ingår i släktet Phthiridium och familjen lusflugor. Inga underarter finns listade i Catalogue of Life.